# Aegithalidae
Gli Aegitalidi o Egitalidi (Aegithalidae Reichenbach, 1850) sono una famiglia di uccelli dell'ordine Passeriformes.

## Descrizione

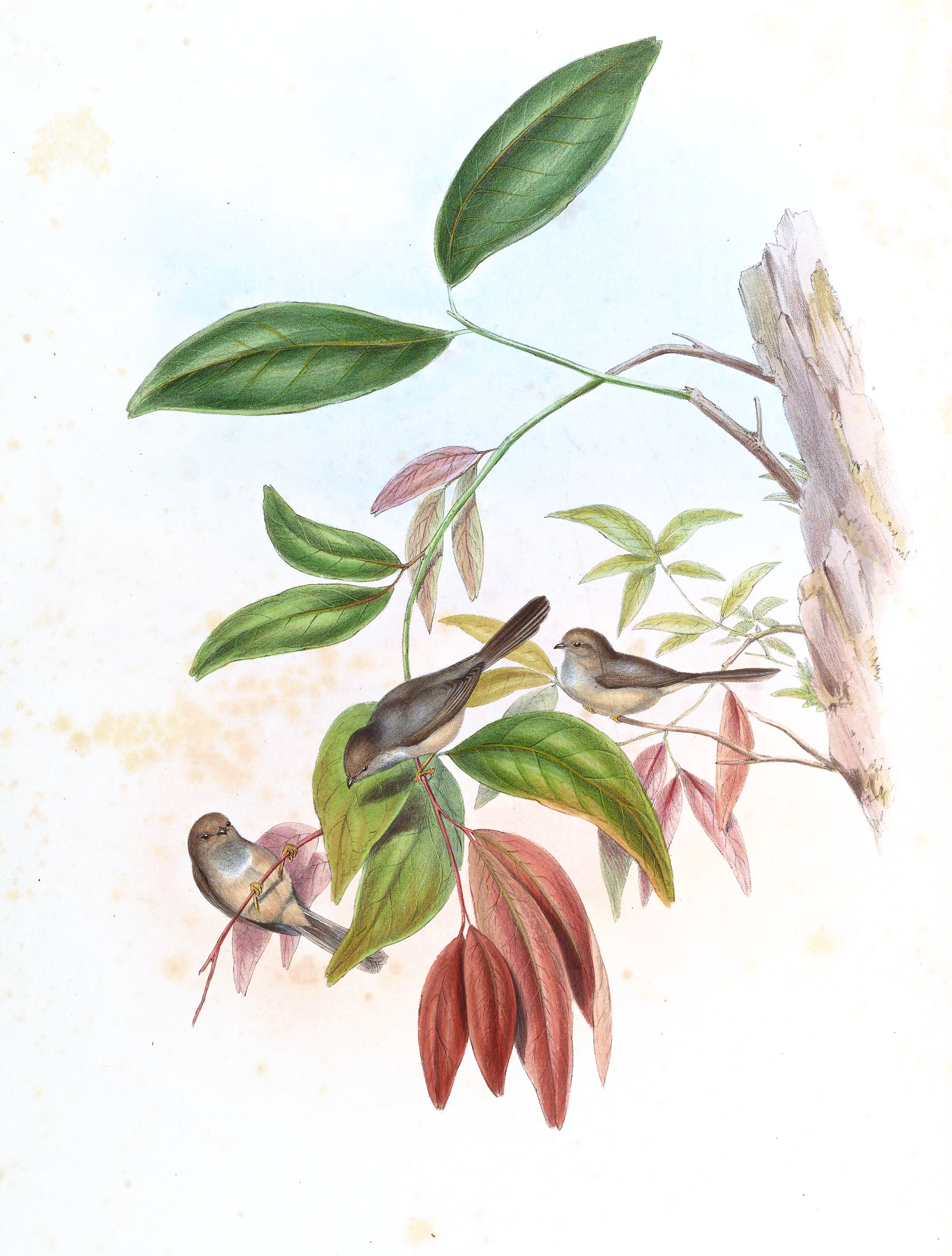
Psaltria exilis.

La famiglia comprende uccelli di piccole dimensioni (dagli 8,5 cm del codibugnolo pigmeo ai 16 cm delle specie più grandi di codibugnolo), dall'aspetto massiccio con grossa testa rotonda, corto becco e lunga coda dall'estremità squadrata.
La livrea varia molto a seconda della specie, con le silvicince dai vivaci colori pastello e gran parte dei codibugnoli che presentano piumaggio diminato dale tonalità del bianco, grigio e nerastro.

## Distribuzione e habitat
La famiglia ha ampia distribuzione olartica, con la maggior parte delle specie che vive sul limitare dei boschi cedui in Asia meridionale, ma col codibugnolo comune che abita anche gran parte dell'Europa ed il codibugnolo americano a diffusione nordamericana.

## Biologia
Le specie della famiglia sono tutte gregarie all'infuori della stagione degli amori, spostandosi in stormi (spesso in associazione con altre specie) e nutrendosi principalmente di insetti, reperiti nella canopia.
Questi uccelli sono monogami, e durante il periodo degli amori le coppie lasciano lo stormo d'appartenenza per nidificare in solitudine: il nido ha forma globosa e contiene 6-10 uova bianche con maculature rossicce, che è quasi sempre la sola femmina a covare.

## Tassonomia
La famiglia comprende quattro generi, per un totale di  specie:
Famiglia Aegithalidae
- Genere Aegithalos
  - Aegithalos caudatus (Linnaeus, 1758) - codibugnolo comune

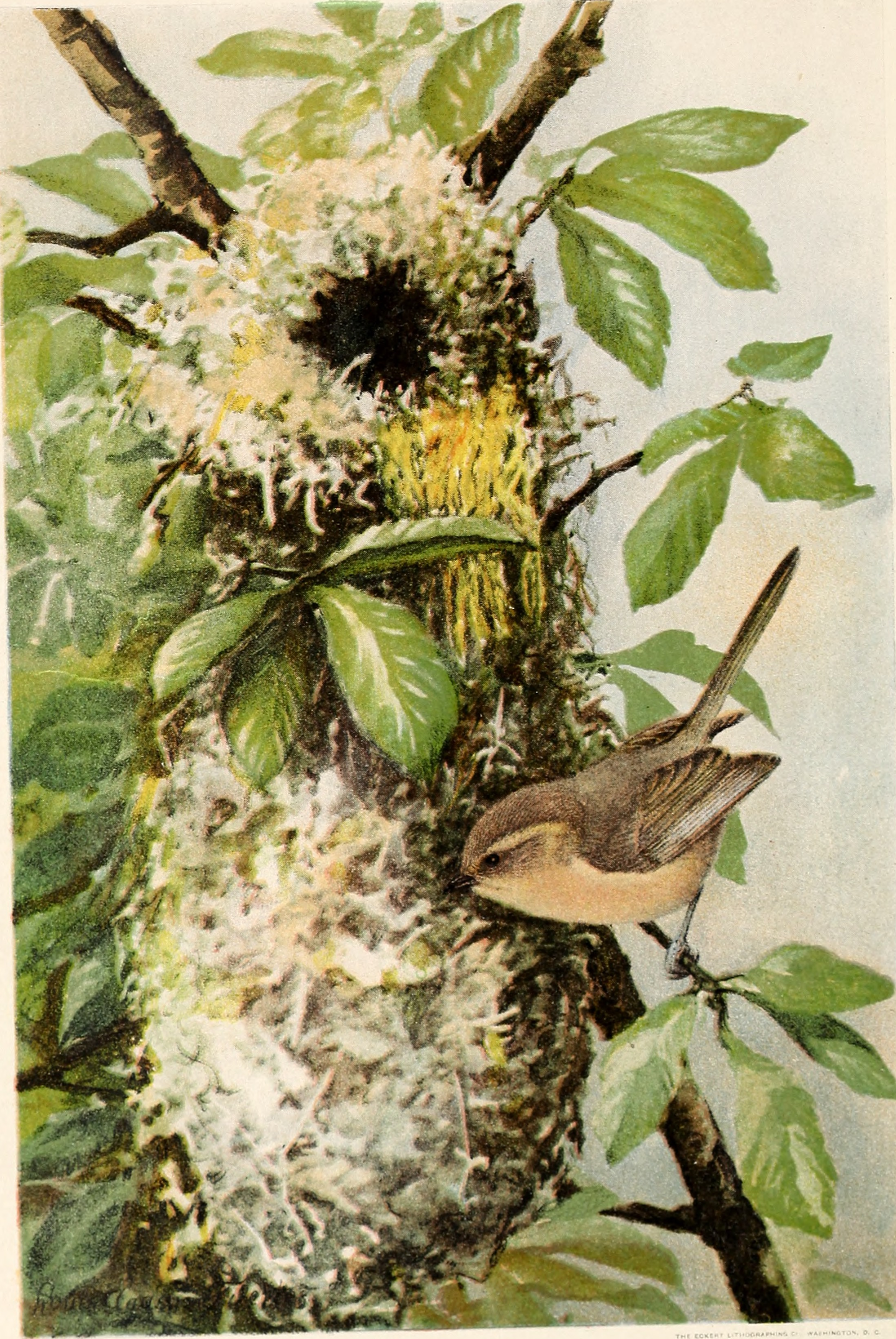
Psaltriparus minimus.

  - Aegithalos glaucogularis (Moore, 1855) - codibugnolo golagrigia
  - Aegithalos leucogenys (Moore, 1854) - codibugnolo guancebianche
  - Aegithalos concinnus (Gould, 1855) - codibugnolo golanera
  - Aegithalos niveogularis (Gould, 1855) - codibugnolo golabianca
  - Aegithalos iouschistos (Blyth, 1845) - codibugnolo fronterossiccia
  - Aegithalos bonvaloti (Oustalet, 1892) - codibugnolo ciglianere
  - Aegithalos sharpei (Rippon, 1904) - codibugnolo birmano
  - Aegithalos fuliginosus (Verreaux, 1869) - codibugnolo fuligginoso
- Genere Leptopoecile
  - Leptopoecile sophiae Severtsov, 1873 - silvicincia dai sopraccigli
  - Leptopoecile elegans Przewalski, 1887 - silvicincia crestata
- Genere Psaltria
  - Psaltria exilis Temminck, 1836 - cincia pigmea
- Genere Psaltriparus
  - Psaltriparus minimus (Townsend, 1837) - codibugnolo americano

Nell'ambito della famiglia (vicina a Phylloscopidae, Erythrocercidae e all'enigmatica Hylia), si distinguono un clade basale formato dal solo Leptopoecile e un altro comprendente i rimanenti tre generi, in cui Psaltria appare molto vicina ad Aegithalos ed in particolare con le specie del Sud-est asiatico.